# Greeba Castle

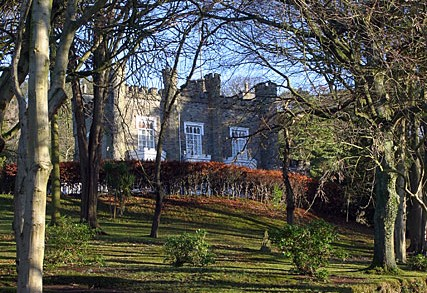
Greeba Castle

Greeba Castle ist ein Landhaus am Fuß von Greeba Mountain zwischen den Meilensteinen 5 und 6 des Snaefell Mountain Course auf der Isle of Man. Der Name ist vom nordgermanischen Gnipa (dt.: Bergspitze) abgeleitet.

## Geschichte
Die beiden zinnenbewehrten Häuser aus viktorianischer Zeit unterhalb des 422 Meter hohen Berges, Greeba Castle und das benachbarte Greeba Towers, wurden 1849 im neugotischen Stil errichtet. Beide Häuser stehen etwas erhöht und wurden von dem autodidaktischen Architekten John Robinson aus Douglas entworfen. Robinson hatte viele Gebäude in Douglas geplant, z. B. die Bank of Mona (heute das Tynwald-Gebäude), das Falcon Cliff, das Douglas Head Hotel und das Derby Castle, alle mit Zinnen versehen und im neugotischen Stil.
Greeba Castle wurde ursprünglich für William Nowell errichtet, aber dann kaufte es Edward Windus, der Sohn eines Partners des Verlages Chatto & Windus. Der viktorianische Autor von Novellen Hall Caine zog 1894 auf die Isle of Man und mietete Greeba Castle 6 Monate lang, bevor er kurze Zeit in Peel wohnte. 1896 kaufte Caine dann das heruntergekommene Haus und wohnte dort bis zu seinem Tod 1931. In dieser Zeit ließ er es teilweise umbauen.